# Podział administracyjny Burkiny Faso

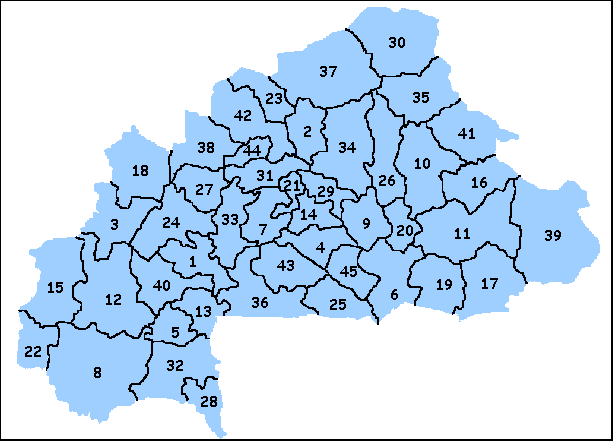
Prowincje Burkina Faso

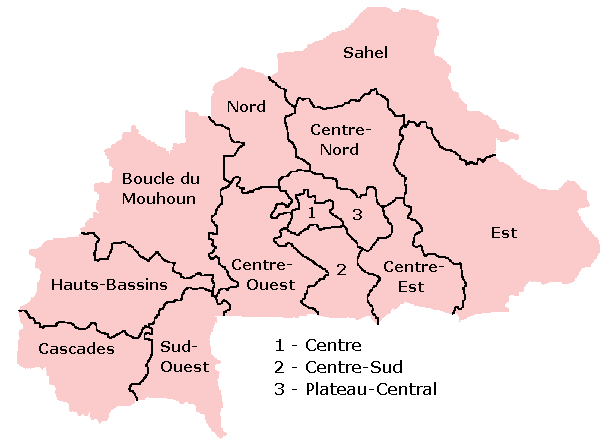
Regiony Burkina Faso

Burkina Faso podzielona jest administracyjnie na 45 prowincji i 13 regionów.
Prowincje:

Balé •
Bam •
Banwa •
Bazéga •
Bougouriba •
Boulgou •
Boulkiemdé •
Comoé •
Ganzourgou •
Gnagna •
Gurma •
Houet •
Ioba •
Kadiogo •
Kénédougou •
Komondjari •
Kompienga •
Kossi •
Koulpélogo •
Kouritenga •
Kourwéogo •
Léraba •
Loroum •
Mouhoun •
Nahouri •
Namentenga •
Nayala •
Noumbiel •
Oubritenga •
Oudalan •
Passoré •
Poni •
Sanguié •
Sanmatenga •
Séno •
Sissili •
Soum •
Sourou •
Tapoa •
Tuy •
Yagha •
Yatenga •
Ziro •
Zondoma •
Zoundwéogo
Regiony:

• Boucle du Mouhoun

• Cascades

• Centralny

• Centralno-Wschodni

• Centralno-Północny

• Centralno-Zachodni

• Centralno-Południowy

• Wschodni

• Hauts-Bassins

• Północny

• Plateau-Central

• Sahel

• Południowo-Zachodni